# Ben (film)
Ben is een Amerikaanse horrorfilm uit 1972 onder regie van Phil Karlson. De gelijknamige titelsong hiervan werd genomineerd voor een Oscar en won een Golden Globe. De film is een sequel op Willard uit 1971.

## Verhaal
Danny Garrison is een eenzame jongen met een hartkwaal. Hij sluit vriendschap met de rat Ben, de leider van een groep ratten die werd afgericht door Willard Stiles. Ben wordt de beste vriend van Danny en beschermt hem tegen pestkoppen. Hij vertelt zijn moeder dat de rat een marionet is en hij schrijft zelfs een liedje over het dier. Ben en zijn kolonie worden alleen agressief en moorddadig. 

## Rolverdeling
| Acteur            | Personage      |
| ----------------- | -------------- |
| Lee Montgomery    | Danny          |
| Joseph Campanella | Cliff Kirtland |
| Arthur O'Connell  | Bill Hatfield  |
| Rosemary Murphy   | Beth Garrison  |
| Meredith Baxter   | Eve Garrison   |
| Kaz Garas         | Joe Greer      |
| Paul Carr         | Kelly          |
| Richard Van Vleet | Reade          |
| Kenneth Tobey     | Ingenieur      |
| James Luisi       | Ed             |
| Lee Paul          | Careu          |
| Norman Alden      | Politieagent   |
| Scott Garrett     | Henry Gray     |
| Arlen Stuart      | Mevrouw Gray   |
| Ric Drasin        | George         |